# Játék (pszichológia)

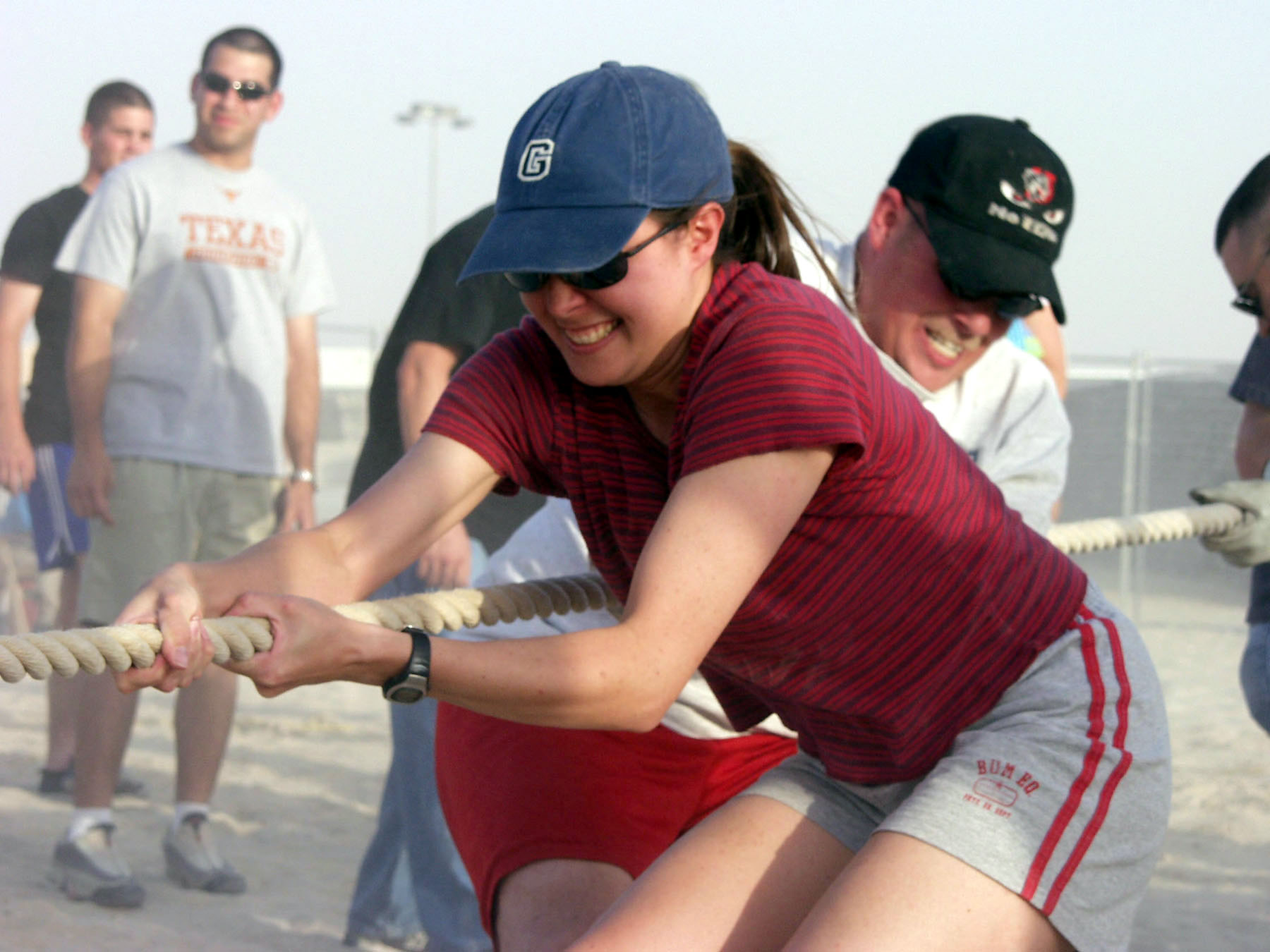
Kötélhúzás, egy egyszerű rendszerű játék, kevés szükséges felszereléssel.

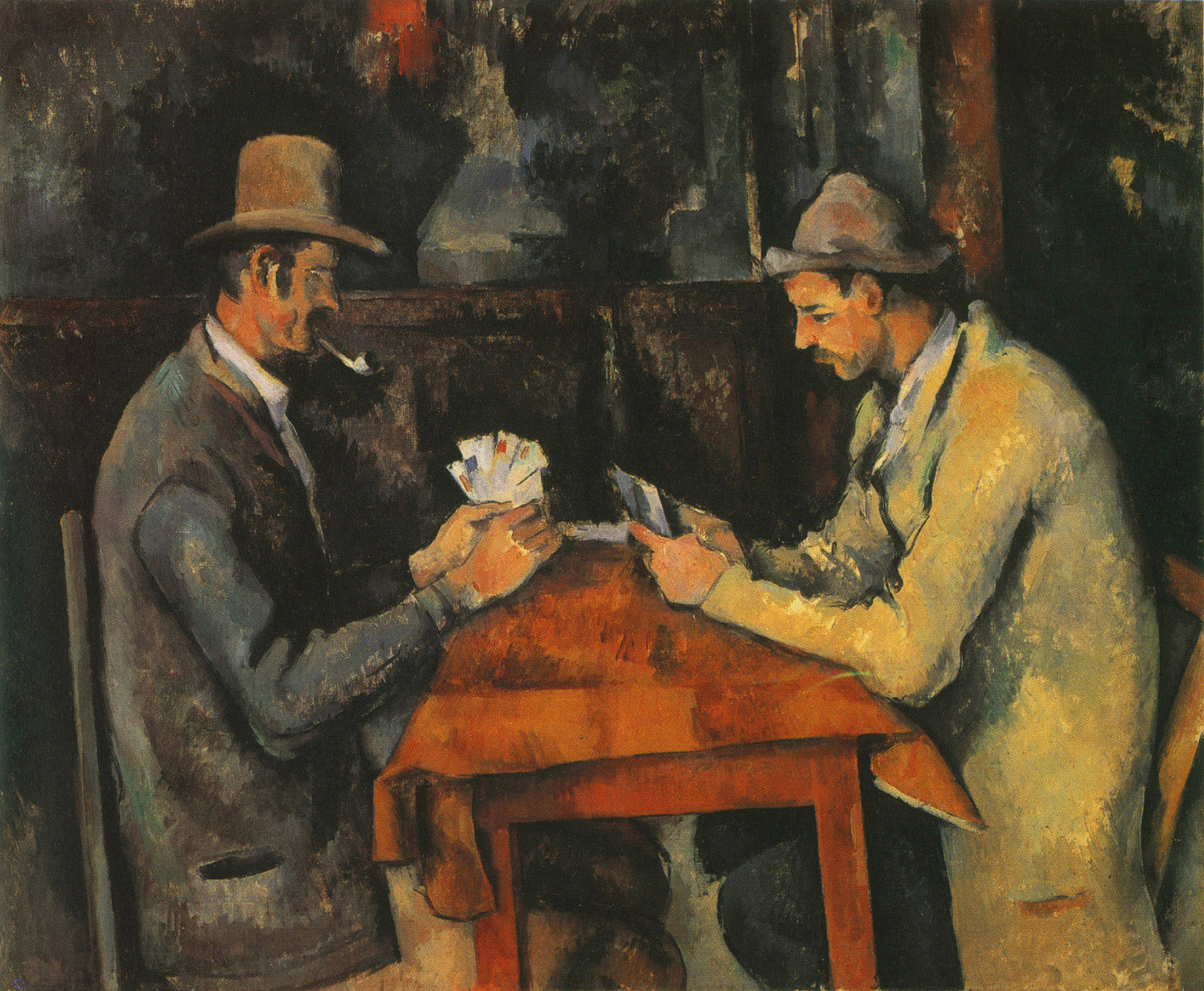
Paul Cezanne – Kártyázók, 1895

A játék általánosan elfogadott definíciója: „szabad cselekvés”.

## A játék természete
Játékelmélet problémája csak a 20. században jelent meg, amikor is felmerült a kérdés, hogy mi a játék. Egészen addig természetesnek tekintették létét, nem foglalkoztak vele. Felmerült önmagában a kérdés is, épp ezért, hogy megérdemel-e a játék önálló elemzést.
A játék nem komoly, nem „vérre megy”, a nem igaziság tartozik hozzá, ez valami jó, van értelme, hozzájárul az emberi léthez. Sokan értelmetlennek, nyereséggel nem járónak tekintik. Ezt szebben megfogalmazva: Öncélúnak nevezhetjük.
Része a színlelés (például maga a szerepjáték), lehet tétje, valamint minden játék mutat valamilyen szabálykört, célja a boldoggá tétel is. Valójában még a legöncélúbbnak, legcéltalanabbnak tartott gyermekjátéknak is van haszna és célja, amint Jean Piaget és Susanna Millar rámutattak. Célja az exploráció, a kísérletezés és a felfedezés és ezáltal ismeretek és képességek megszerzése. Az emberiség számos nagy felfedezését a játéknak köszönheti.
A szabályok behatárolják a játékot (korlátolt a játék) – de nem kötelező csinálni, így ezeket nem tekinthetjük kötelező érvényű szabályoknak. A szabályok irányítják a játékosokat, ám számos lehetőséget hagynak, melyeket a játékos szabadon választ.
Dichotómia (vagy-vagy gondolkodás) valamit vagy játéknak vagy nem játéknak titulálni, az átmenet folytonos. Minél inkább megkötik a játszó személy kezét a szabályok, tevékenységét annál kevésbé lehet játéknak nevezni. A másik végletet a gépiesség, a feltétel nélküli szabálykövetés jelenti, amikor valakinek semmilyen szabadsága, döntési lehetősége sincs, mert minden lépése elő van írva. A tranzakcióanalízis által leírt pszichológiai játszmák, amelyek naponta azonos forgatókönyvvel ismétlődő jelenetek, közel állnak e véglethez. A szabálybehatárolt játékokat helyesebb a játszma kategóriába sorolni.
A játékokat felnőttek is ugyanúgy játszhatják, mint a gyerekek.

## Ajánlott irodalom
- Johan Huizinga: Homo Ludens {Játékos Ember}
- Kísérlet a kultúra játék-elemeinek meghatározására
- Orpheus: Igazság és módszer
- Susanna Millar: Játékpszichológia
- Jean Piaget & Berbel Inhelder: Gyermeklélektan